# Atlanta blues
Atlanta blues si riferisce alla scena blues locale ad Atlanta, in Georgia, negli Stati Uniti, che ebbe il suo apice negli anni venti e trenta. Secondo AllMusic, "La scena blues di Atlanta degli anni '20 era tra le più fertili del Sud, con un flusso costante di musicisti rurali che convergevano sulla città sperando di ottenere visibilità suonando nel circuito dei club locali, cercando di esibirsi, con un po' di fortuna, nel famoso Teatro 81 di Decatur Street."
Il più anziano rappresentante del blues di Atlanta era Peg Leg Howell, che fece le sue prime registrazioni nel 1926. Fu seguito da Blind Willie McTell, Barbecue Bob, Charley Lincoln e Curley Weaver, con McTell in genere il più popolare e acclamato.
Molti di questi musicisti si riunirono in gruppi; la più popolare di queste band era la Georgia Cotton Pickers.
Cora Mae Bryant, figlia di Curley Weaver, divenne gradualmente importante nella scena blues di Atlanta: esibendosi, organizzando i festival "Giving It Back" nella Northside Tavern della città per onorare i primi artisti blues e come frequente frequentatrice di programmi radiofonici blues locali. Inoltre, la conoscenza da parte della Bryant dei primi blues ad Atlanta e in Georgia fu utilizzata come fonte dagli storici musicali Peter B. Lowry e Bruce Bastin.
Tra gli artisti blues più moderni che vennero fuori vicino ad Atlanta ci sono The Allman Brothers Band, The Black Crowes, Tinsley Ellis, Delta Moon e Chick Willis.

## I Grandi protagonisti
- Barbecue Bob
- Peg Leg Howell
- Charley Lincoln
- Eddie Mapp
- Fred McMullen
- Blind Willie McTell
- Buddy Moss
- Curley Weaver
- Josh White
- Chick Willis